# 伯德特·奥康纳县

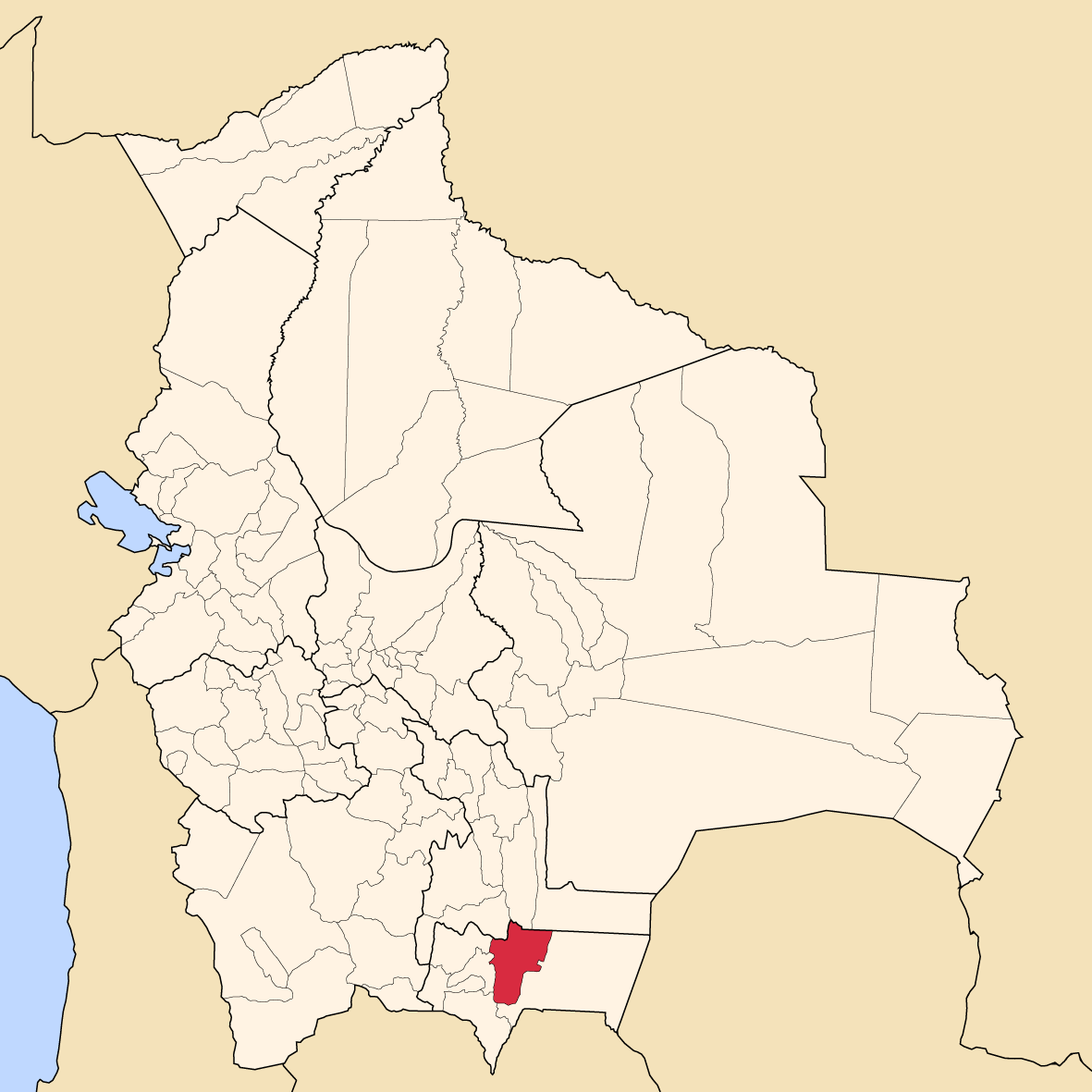

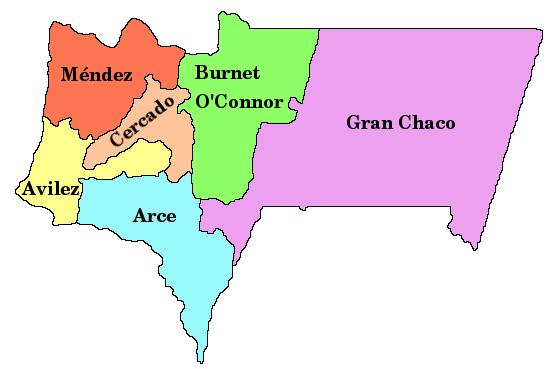

伯德特·奧康納县（西班牙語：Provincia de Burdett O'Connor），是玻利維亞的县份，位於該國東南部，屬於塔里哈省的一部分，县府設於恩特雷里奧斯，面積6,043平方公里，2001年人口19,339，人口密度每平方公里3.2人。